# Rijksaccountantsdienst

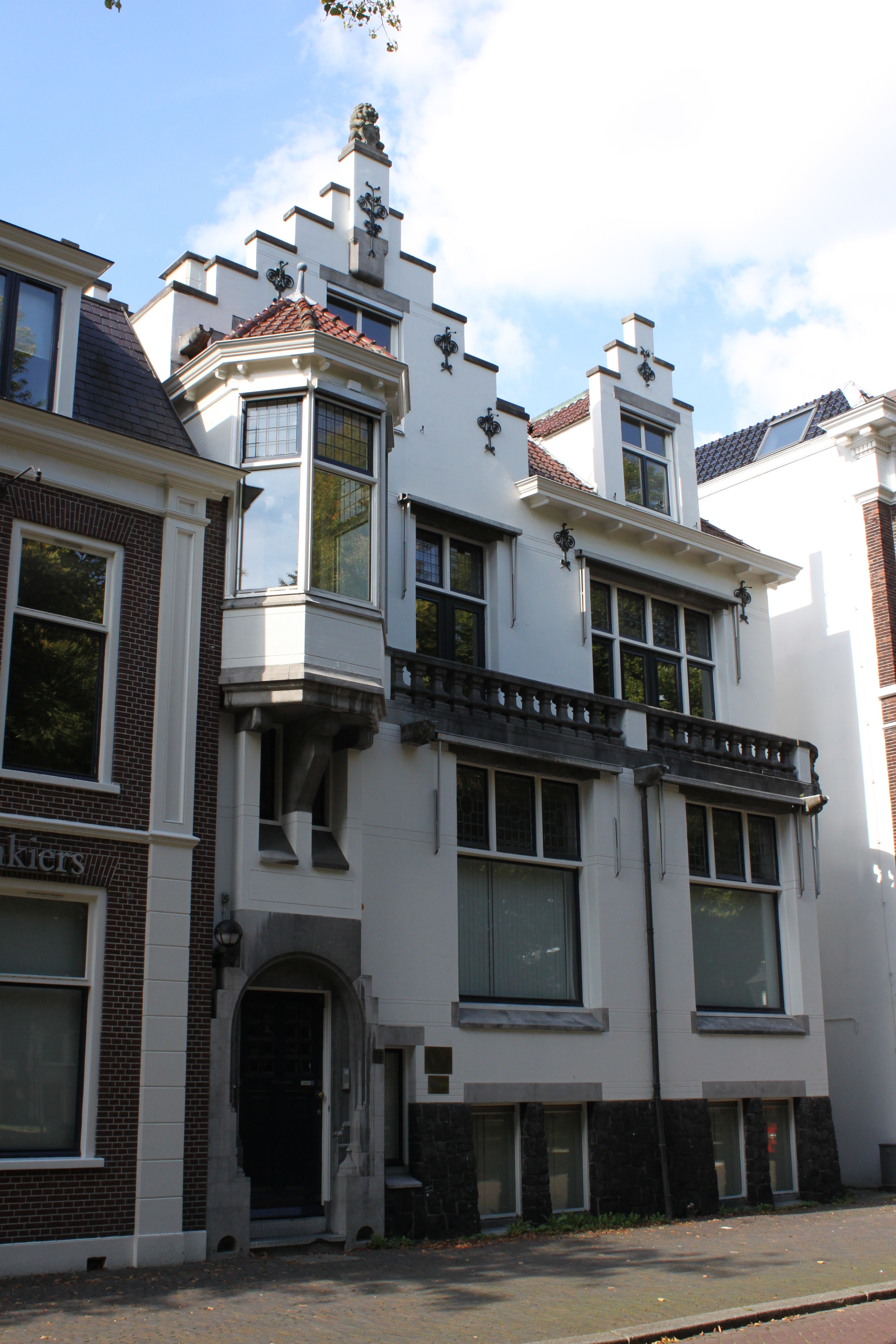
Een van de bureaus van de Rijksaccountantsdienst was tot 1975 gevestigd aan de Maliebaan 74 te Utrecht

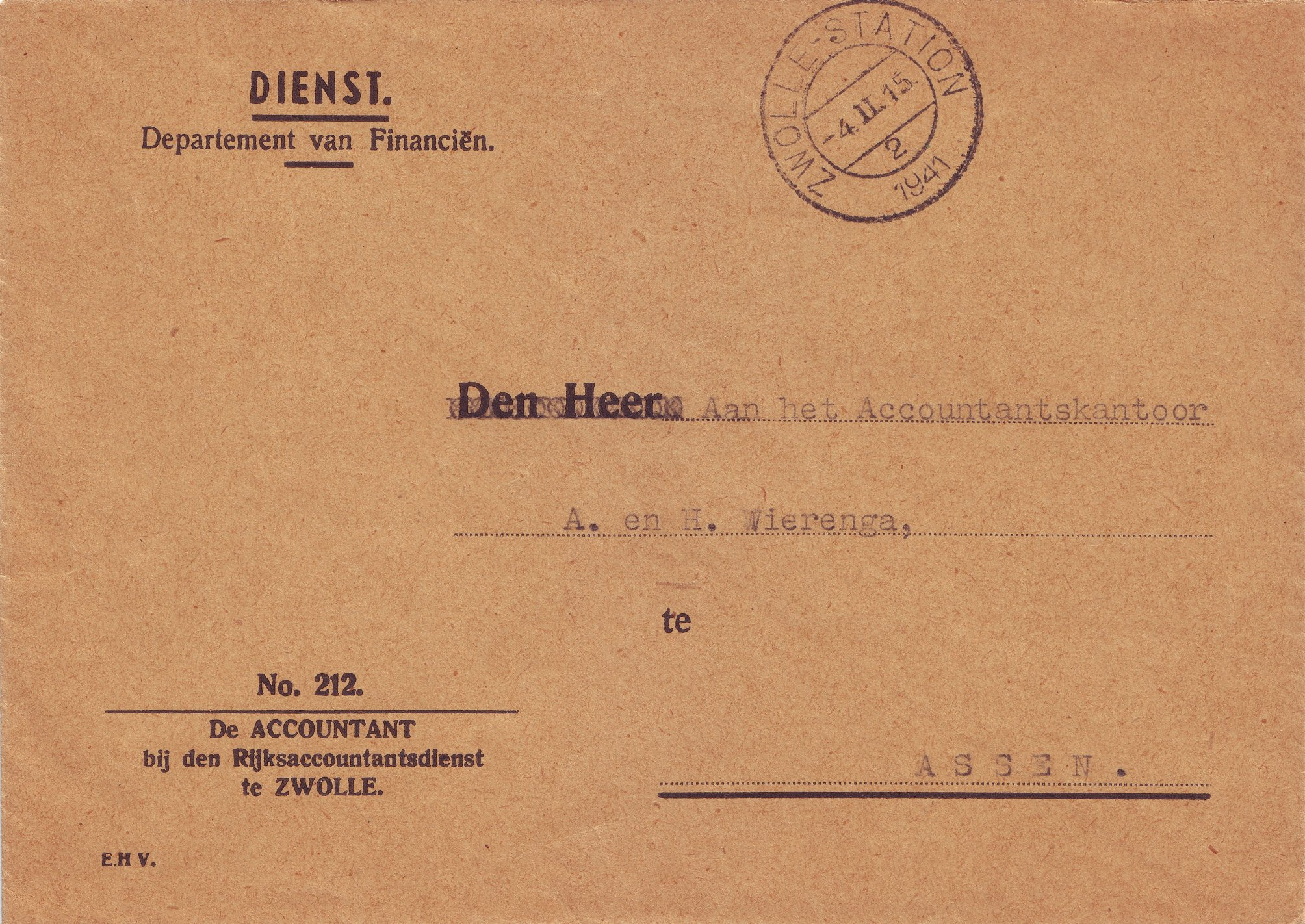
Dienstbrief Rijksaccountantsdienst

De Rijksaccountantsdienst (afgekort tot RAD) vormde tot 1990 een afzonderlijk onderdeel van de Belastingdienst, dat was gespecialiseerd in het instellen van boekenonderzoeken bij de grotere en grootste ondernemingen en zelfstandige beroepen en het op basis daarvan adviseren van de bevoegde belastinginspecteurs over de belastingheffing en de invordering.
De Rijksaccountantsdienst bestond uit verschillende bureaus, elk verantwoordelijk voor een bepaalde regio. De bureaus waren gevestigd in: Alkmaar, Almelo, Amsterdam, Arnhem, Breda, Den Haag, Groningen, Haarlem, Leeuwarden, Leiden, Maastricht, Nijmegen, Rijswijk, Rotterdam (1e en 2e bureau), Tilburg, Utrecht (later Zeist), en Zwolle. Van een gemeenschappelijke aansturing was geen sprake: de bureaus opereerden naast elkaar als onderdelen van de verschillende regionale belastingdirecties. Het vaktechnisch toezicht bestond in de persoon van de Inspecteur van de Rijksaccountantsdienst.
De Rijksaccountantsdienst voorzag in een eigen opleiding voor nieuwe medewerkers: de driejarige Opleiding tot Adjunct-accountant 1e klasse. Door accountants en inspecteurs  werd onder meer les gegeven in Belastingrecht, Boekhouden en Controletechniek. Daarnaast werd stage gelopen op bureaus, inspecties en ontvangkantoren en dienden de cursisten de lessen van het Nederlands Instituut van Registeraccountants (NIVRA) te volgen.
Afhankelijk van hun (studie)prestaties en op basis van anciënniteit konden de medewerkers van de Rijksaccountantsdienst de volgende rangen doorlopen:
- Kandidaat adjunct accountant
- Adjunct accountant
- Adjunct accountant 1e klasse
- Accountant
- Hoofdaccountant titulair
- Hoofdaccountant